# Висенте дел Боске
Висенте дел Боске Гонзалез (шп. Vicente del Bosque González; Саламанка, 23. децембар 1950) је шпански фудбалски тренер и бивши фудбалер. Био је селектор шпанске фудбалске репрезентације до 2016. године. Ту функцију је преузео од Луиса Арагонеса после Европског првенства 2008. Тренирао је Реал Мадрид у периоду 1999—2003, веома успешном у историји тог клуба.

## Тимови у којима је играо
Био је играч одбране и средњег реда. У Мадриду је играо 11 година (1973—1984) где га је три године тренирао и Миљан Миљанић. За краљевски клуб одиграо је 312 утакмице и постигао 14 голова. Освојио је пет титула првака и четири трофеја националног купа (2+1 са Миљанићем).
Одиграо је укупно 361 утакмицу и постигао 20 голова у Ла Лиги.
За репрезентацију је одиграо 18 утакмица и постигао 1 гол. Једино велико такмичење у дресу репрезентације било је Европско првенство 1980.
- Реал Мадрид 2
- ФК Кордоба
- ФК Кастељон
- ФК Реал Мадрид

## Тимови које је тренирао
Прославио се као тренер Реала којег је водио у два мандата (1994, 1999—2003) освојивши седам трофеја (по две Лиге шампиона и домаће лиге, шпански и УЕФА супер куп и Интерконтинентални куп).
После тога је једну сезону водио турски Бешикташ (2004/05), али није испунио очекивања. Годину дана касније одбио је понуду Мексика (1,6 милиона евра годишње) да им буде селектор.
У јуну 2008. преузео је репрезентацију Шпаније и успео је да кроз квалификације у групи освоји прво место, и одведе репрезентацију на Светско првенство 2010. у Јужну Африку.
- Реал Мадрид 2
- Реал Мадрид :три пута
- ФК Бешикташ
- Фудбалска репрезентација Шпаније